# Колья (культура)

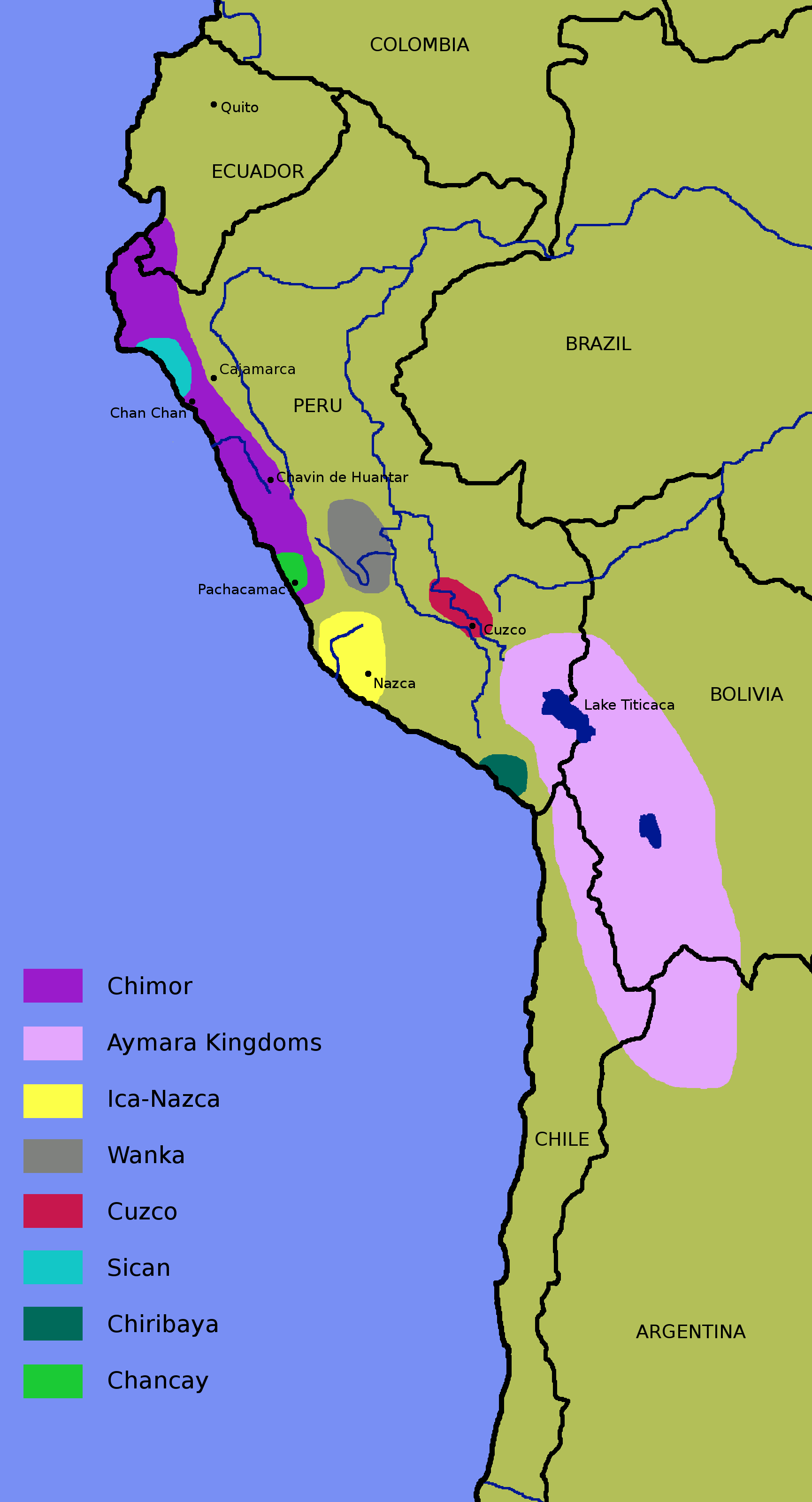
Колья среди Андских цивилизаций в XIII—XV вв.

Колья (исп. Colla) — это культура племен аймара, распространившаяся в XIII—XIV вв. на территории Центральных Анд.
Названием колья принято обозначать культуру всех аймара доиспанского периода, охватывавшую значительную территорию. В настоящее время это, в основном, территории современной Боливии и северного Чили, однако самый известный памятник культуры колья, кладбище Сильюстани, находится на территории Перу.

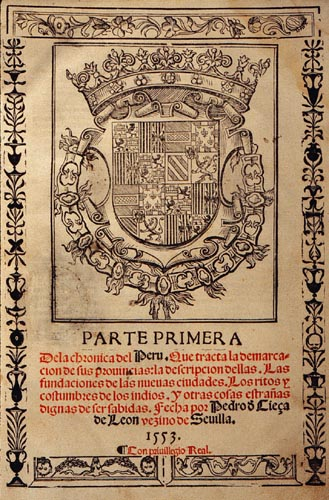
Первая часть книги «Хроника Перу», впервые описывающая этносы Южной Америки (1553).

## Царствааймара
В XIV — начале XV вв. известны ранние государства аймара: Канчи, Канна, Колья, Лупака, Пакахе и др.
Государство Колья, одноимённое с образовавшим его племенем, было одним из самых древних царств аймара. Оно существовало в XIII—XIV вв. на территории незадолго до этого уничтоженной племенами аймара (в первую очередь самими колья) державы Пукина (культура Тиуанако) и небольшой части державы Уари на плато вокруг озера Титикака.
К середине XV в. царство Колья имело наибольшие владения из царств аймара. В связи с его военно-политическими успехами и обширной территорией царство Колья считается наиболее значительным из аймарских царств. Столица царства Колья находилась в городе Хатун-Колья. Сохранились сведения и о царях (капах), правивших Колья.
Вполне вероятна версия, что собственно народ инки, и в первую очередь их знать и правители, относящиеся к народу пукина, покинули свои города-государства (культура мольо) под давлением колья. Поэтому политические события XV века — победу инков над аймара — представители обоих этносов должны были воспринимать как реванш инков-(пукина) над колья-(аймара).
В 1440-е годы царство Колья и ряд других аймарских царств подчинились власти инков, когда во главе их державы находился сапа инка Пачакутек Юпанки. Но окончательно Колья и все другие царства аймара были покорены инками в конце XV века при Уайна Капаке.

## Правители (капах) Колья
Династия Уальйанка
- неизвестные цари
- Чунчи
- Хумалья
- Токаи
- Пинан (Сипан)

Династия Лупака
- Кари
- Чучи (? — ок. 1440/50)

## Кольясуйо и Колья в Державе инков
В составе Державы инков (Тауантинсуйу) бывшее царство Колья называлось Кольасуйу (Кольясуйу, Кольясуйо) и было одним из крупнейших регионов. Однако и все регионы, населённые аймара, назывались в совокупности «Колья», поскольку между ними продолжали существовать тесные культурные связи.
Но уже вскоре после завоеваний инков все земли аймара оказались захвачены Испанией.